# Tajra
Tajra (Eira barbara) pripadnik je potporodice Mustelinae smještene unutar porodice kuna (Mustelidae).  Jedina je vrsta svrstana u rodu Eira. 

## Obilježja
Tajre su fizičkim izgledom nalik lasicama i kunama, dostižući duljinu do 60 centimetara, ne uključujući rep duljine 45 centimetara. Krzno većine tajra tamnosmeđe je boje ili crno sa svjetlijim dijelovima na prsima. Krzno na glavi sa starošću se mijenja u smeđe ili sivo. Tajre teže oko 5 kilograma. Ne nalik ostalim pripadnicama porodice kuna, tajre ne pokazuju sposobnost zakašnjele implantacije (reproduktivna strategija kuna koja zaustavlja razvoj embrija i dopušta majci da odgodi koćenje do optimalnih faktora u okolišu). Ženka koti od dvoje do četvero mladunaca.
Tajre obitavaju u tropskim šumama Središnje Amerike, Sjeverne Amerike i otocima Trinidad. Žive u šupljinama drveća, jazbinama u zemlji ili gnijezdima u visokoj travi. Putuju samotnjački ili u skupinama tijekom noći ili dana. Tajre su vješti penjači i mogu skakati s krošnje na krošnju ako su progonjene. Također, brzo trče i dobro plivaju. Tajre će pojesti gotovo sve; love glodavce i ptice, a također će pojesti i jaja, med ili strvinu. 
Tajre su razigrane životinje i lako su pripitomljive. Urođenički narodi, koji su tajre nazivali "cabeza del viejo", staračka glava, zbog naborane kože na licu, držali su ih kao kućne ljubimce radi kontroliranja štetočina. U Meksiku, populacije tajra polako se smanjuju zbog gubitka staništa u agrikulturalne svrhe. 

## Podvrste
- Eira barbara barbara (južna Argetina, Paragvaj, zapadna Bolivija i središnji Brazil)
- Eira barbara biologiae (središnja Kostarika i Panama)
- Eira barbara inserta (Južna Gvatemala i središnja Kostarika)
- Eira barbara madeirensis (zapadni Ekvador i sjeverni Brazil)
- Eira barbara peruana (Peru i Bolivija)
- Eira barbara poliocephala (Gvajana, istočna Venezuela i Brazil)
- Eira barbara senex (središnji Meksiko i sjeverni Honduras)
- Eira barbara senilis (sjeverni Ekvador)
- Eira barbara sinuensis (Kolumbija i zapadna Venezuela)

## Drugi projekti
|  | Zajednički poslužitelj ima stranicu o temi Eira barbara |
|  | Wikivrste imaju podatke o taksonu tajri                 |